# Archives départementales du Loiret
Les archives départementales du Loiret sont un service du conseil départemental du Loiret (région Centre-Val de Loire, France), chargé de collecter, classer, conserver et communiquer les archives publiques et privées ayant un intérêt pour l'histoire du département et de ses habitants.

## Situation
Les archives départementales sont installées dans le Pavillon Culture de la Cité loirétaine, ensemble de trois bâtiments abritant des services du Conseil départemental du Loiret, à l'angle de l'avenue des Droits de l'Homme et du boulevard Marie Stuart à Orléans.

## Histoire

### L'organisation progressive des archives départementales auxixesiècle
Lors de leur création, les archives départementales du Loiret furent logées à la préfecture, dont elles dépendaient.
Ce n'est qu'à partir de 1833 que fut nommé un archiviste à temps plein, Charles-Louis de Vassal, qui réclama un local adapté mais n'obtint que l'aménagement d'une aile de la préfecture.
En 1861 arriva François Maupré, premier archiviste du département issu de l'école des chartes, qui s'illustra particulièrement par les mesures de sauvegardes qu'il prit lors de la guerre de 1870.
Jules Doinel, en poste entre 1875 et 1895, lança véritablement le classement des archives, en produisant des inventaires pour les séries A, B et C. Son successeur, Camille Bloch, poursuivit ces efforts.

### L'implantation sur le site des Minimes et le développement des activités du service

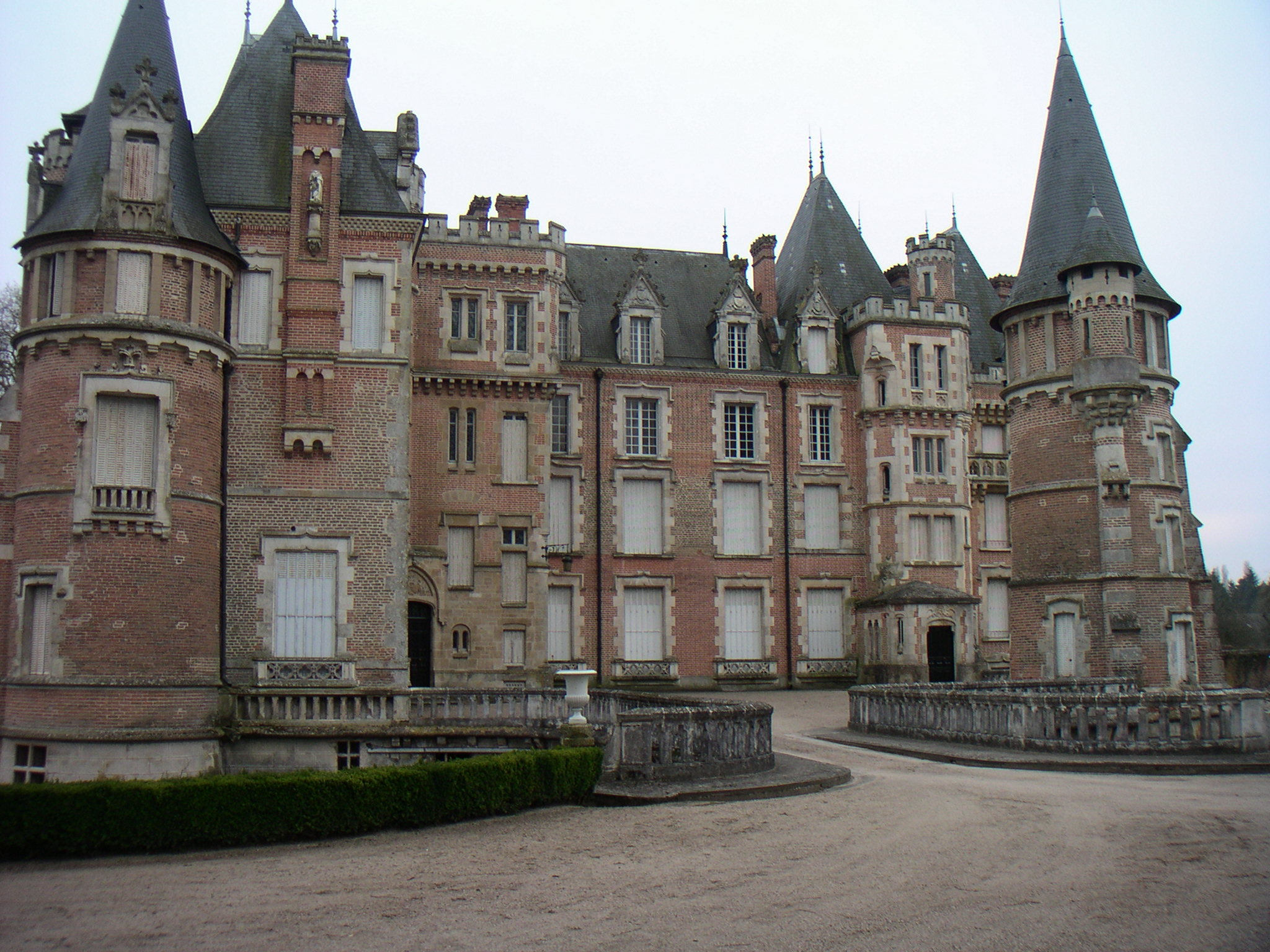
Le château de Combreux

Jacques Soyer, arrivé en 1904, mit à profit la loi de séparation des Églises et de l'État pour obtenir l'installation des archives départementales au petit Séminaire de Sainte-Croix, dans l'ancien couvent des Minimes, devenu vacant, à l'angle des rues d'Illiers et des Minimes. Le déménagement eut lieu en 1913. Ce nouveau lieu de conservation ainsi que l'accroissement progressif du nombre d'employés permirent une collecte plus importante de nouvelles pièces et un meilleur traitement des collections.
En 1934, Géraud Lavergne prit la succession de Soyer, et s'inquiéta rapidement du manque de place. Dès le début de la Seconde Guerre mondiale, il réclama des moyens pour mettre à l'abri les documents, mais ne put organiser le déménagement que d'une faible proportion d'entre eux aux châteaux de Combreux et de l'Émerillon de Cléry-Saint-André. Le dépôt des Minimes fut victime des bombardements du 18 juin 1940 et brûla presque entièrement, détruisant 80 % des collections. Le cloître et la chapelle, très gravement endommagés, furent classés monuments historiques le 10 septembre 1941. Les archives départementales s'installèrent provisoirement rue Chappon et y restèrent jusqu'à l'achèvement de la reconstruction du site des Minimes. Un laboratoire photographique fut implanté avec l'achat en 1952 d'un appareil à microfilmer puis en 1957 avec l'acquisition de matériels pour les prises de vue et l'enregistrement sonore.
Le bâtiment reconstruit fut inauguré le 29 janvier 1959. Il accueillit dès 1960 un service éducatif et à partir de 1968 un atelier de reliure. En 1974, le site fut complété à l'ouest par un bâtiment disposant d'un espace dédié aux expositions au rez-de-chaussée et d'une salle de lecture à l'étage.

L'immeuble occupé par les Archives départementales du Loiret dans la cité administrative Coligny jusqu'en 2023.

Conçu pour accueillir 10 km d’archives, l'ancienne chapelle des Minimes fut rapidement saturée en raison d’une politique active de reconstitution des fonds et des versements des administrations. Un second bâtiment devint indispensable. Implanté dans la cité administrative, dans l'ancienne caserne Coligny située faubourg Bannier, et formé de trois tours construites en 1976, 1987 et 1998, il hébergeait les fonds modernes et contemporains (collections postérieures à 1800) consultables sur place à partir de 1998 grâce à l'ouverture d'une salle de lecture de 60 places. L’ancien couvent des Minimes devint le centre des archives historiques et généalogiques abritant les fonds anciens (antérieurs à 1800).

### L'installation dans le Pavillon Culture
Les sites des Minimes et de Coligny furent à leur tour saturés au début du xxie siècle, au point que des archives durent être stockées dans l’ancienne sous-préfecture du Loiret, quai du Fort Alleaume à Orléans. La construction d’un nouveau bâtiment en 2022-2023 permit de résoudre ce problème de place. La maîtrise d’œuvre est revenue au cabinet d'architectes Wilmotte et associés, tandis que la construction a été assurée par Bouygues Bâtiment Centre Sud-Ouest. Le déménagement des archives départementales sur le nouveau site se déroula entre 2023 et 2024, pour une ouverture au public à l’occasion des Journées européennes du patrimoine en septembre 2024.
Le nouveau bâtiment, long de 113 mètres, s'élève sur 32.5 mètres avec sa tour. Cette dernière compte 9 niveaux en comptant le rez-de-chaussée. L'ensemble propose une surface totale exploitable de 12 776 mètres carrés. Ce nouveau site dispose de 41 magasins pour une surface de rangement d'environ 60 km linéaires. Une réserve foncière permet d'envisager un agrandissement ultérieur.

## Fonds
À la suite de l'incendie de 1940, une grande partie des fonds anciens ont été détruits. L'établissement a pu de nouveau accueillir le public au début des années 1960, grâce au conservateur des archives Louis Monnier : il présente par exemple de nouveaux dépôts de fonds privés (notaires subsistants, collection Jarry, fonds de l'évêché, etc) ainsi que des microfilms provenant des registres paroissiaux d'Ancien Régime (pour tout le Loiret), des registres de la Nation germanique de l'université d'Orléans, différents documents ayant d'autres origines, ou encore les études imprimées effectuées à partir d'archives avant leur destruction, etc. Le Guide d'Archives du Loiret en donne la description détaillée.

## Directeurs
Sous la Révolution d'anciens notaires sont chargés de trier les titres féodaux. Avec la création des préfets, les Archives départementales sont placées sous la responsabilité du secrétaire général de la préfecture ; aucun archiviste de métier n'y travaille. Ce n'est qu'à partir de 1833 qu'un archiviste professionnel à plein temps en prend la direction.
- Charles-Louis de Vassal (1833-1860)
- François Maupré (1861-1875), premier archiviste du Loiret issu de l'École des Chartes
- Jules Doinel (1875-1895)
- Camille Bloch (1895-1904)
- Jacques Soyer (1904-1934)
- Géraud Lavergne (1934-1941)
- Bernard Jarry (1941-1945)
- Michel Le Pesant (1945-1948)
- Louis Monnier (1949-1966)
- Henri Charnier (1966-1991)
- Philippe-Georges Richard (1991-2002)
- Patrice Marcilloux (2003-2005)
- Gérard Diwo (2006-2009)
- Intérim de la directrice adjointe Annie Henwood (2009-2011)
- Frédérique Hamm (2011-2024)
- Juliette Gaultier (depuis 2025)

## Galerie de photos

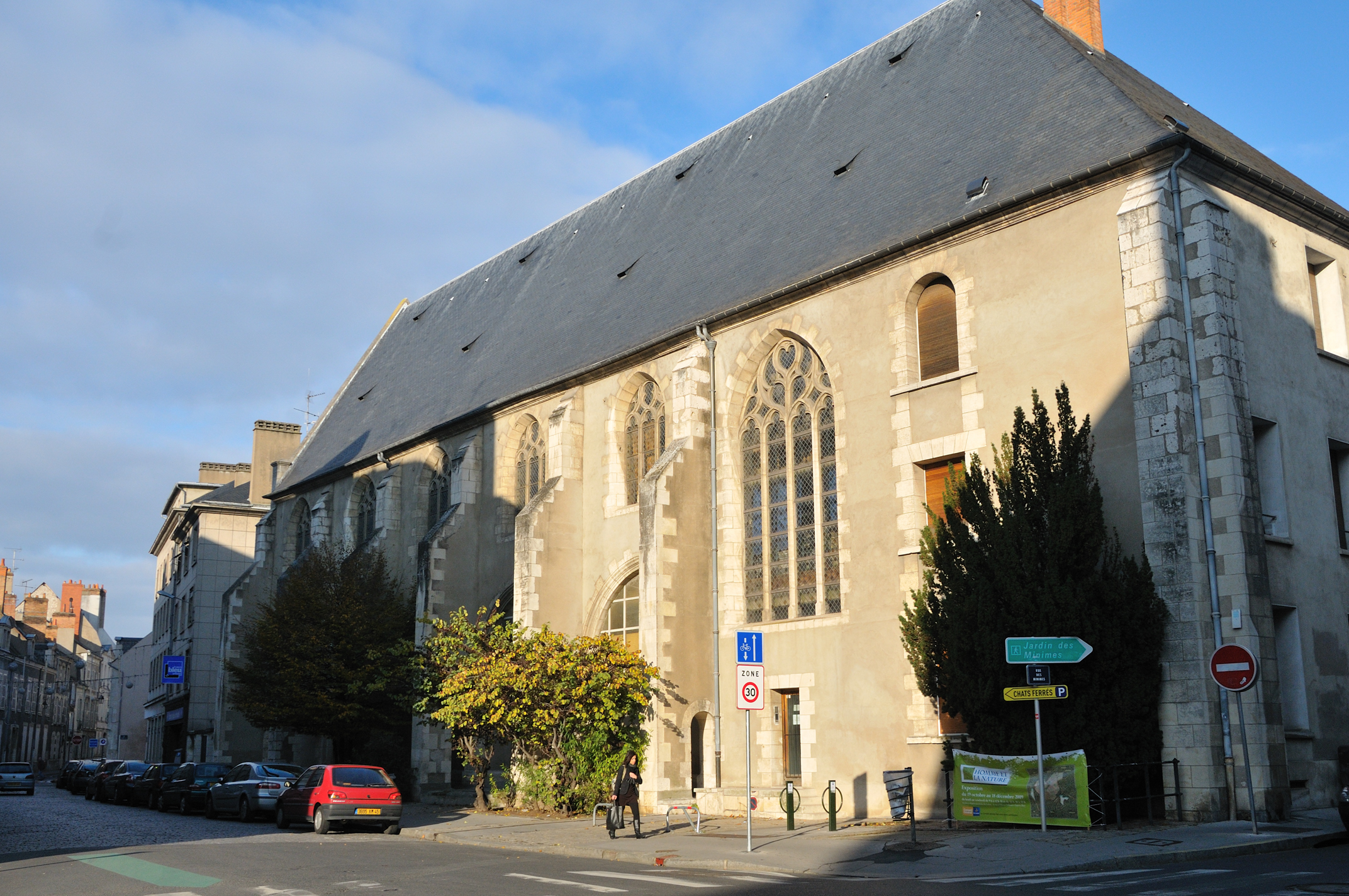
Site de l'ancien couvent des Minimes
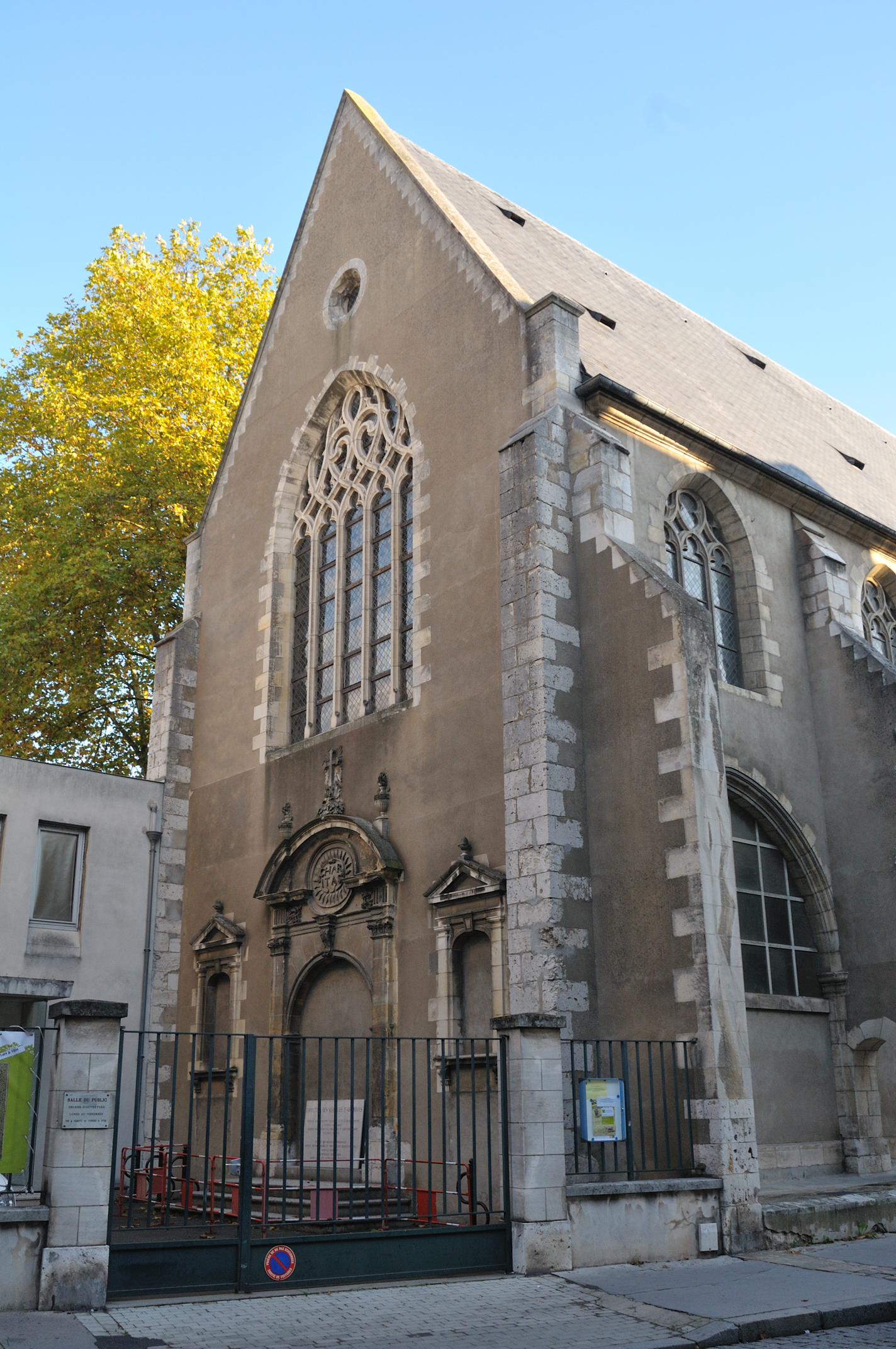
Site de l'ancien couvent des Minimes
Site de la cité administrative Coligny
Site de la cité administrative Coligny
Site de la cité administrative Coligny
Site de la cité administrative Coligny

## Pour approfondir